# Loredana Toma
Loredana Elena Toma (n. 10 mai 1995, Botoșani, România) este o halterofilă română. Toma a devenit campioană mondială în 2017, la categoria 63 kg, campioană mondială la 71 de kg în 2022 și de șase ori campioană europeană.

## Cariera

### Campionatele Mondiale
Prima prezență la Campionatele Mondiale a înregistrat-o în 2013, la Wrocław, în Polonia, unde a concurat la categoria 58 kg și s-a clasat pe locul 4 la total. În 2014 a fost suspendată 2 ani pentru dopaj.
În 2017, la Anaheim, în Statele Unite ale Americii, la categoria 63 kg, Toma a câștigat toate cele trei medalii de aur: la aruncat, la smuls și la total.
În 2022 la Bogota, Toma a terminat pe primul loc la categoria 71 de kilograme cu un total de 256 de kilograme, un record mondial la seniori. La stilul smuls, Toma a luat aurul cu o încercare 119 kg. Deși la stilul aruncat a terminat pe locul 4 (cu două reușite: 133 kg și 137 kg) la total a ieșit pe primul loc.

### Campionatele Europene
După două medalii de argint obținute la total la categoria 58 kg în 2013 și 2014, Toma a urcat la categoria 63 kg și în 2017 a cucerit primul titlu continental. Și-a păstrat medalia de aur și la ediția din 2018, acasă în România. A câștigat din nou aurul în 2019, 2021, 2023 și 2024.

## Rezultate la competițiile majore
| An                   | Loc                    | Categorie         | Smuls (kg)        | Smuls (kg)        | Smuls (kg)        | Smuls (kg)        | Aruncat (kg)      | Aruncat (kg)      | Aruncat (kg)      | Aruncat (kg)      | Total             | Loc               |
| An                   | Loc                    | Categorie         | 1                 | 2                 | 3                 | Loc               | 1                 | 2                 | 3                 | Loc               | Total             | Loc               |
| Jocurile Olimpice    | Jocurile Olimpice      | Jocurile Olimpice | Jocurile Olimpice | Jocurile Olimpice | Jocurile Olimpice | Jocurile Olimpice | Jocurile Olimpice | Jocurile Olimpice | Jocurile Olimpice | Jocurile Olimpice | Jocurile Olimpice | Jocurile Olimpice |
| -------------------- | ---------------------- | ----------------- | ----------------- | ----------------- | ----------------- | ----------------- | ----------------- | ----------------- | ----------------- | ----------------- | ----------------- | ----------------- |
| 2024                 | Paris, Franța          | 71 kg             | 111               | 115               | 117               | 3                 | 131               | 133               | 134               | FR                | DNF               | NT                |
| Campionatul Mondial  |                        |                   |                   |                   |                   |                   |                   |                   |                   |                   |                   |                   |
| 2013                 | Wrocław, Polonia       | 58 kg             | 91                | 95                | 98                | 6                 | 111               | 116               | 118               | 5                 | 213               | 4                 |
| 2017                 | Anaheim, Statele Unite | 63 kg             | 103               | 106               | 109               | 1                 | 123               | 126               | 128               | 1                 | 237               | 1                 |
| 2018                 | Aşgabat, Turkmenistan  | 64 kg             | 106               | 110               | 112               | 2                 | 124               | 128               | 129               | 7                 | 234               | 3                 |
| 2019                 | Pattaya, Thailanda     | 64 kg             | 107               | 112               | 116               | 3                 | 127               | 127               | 128               | 4                 | 240               | 3                 |
| 2022                 | Bogota, Columbia       | 71 kg             | 113               | 116               | 119               | 1                 | 133               | 137               | 140               | 4                 | 256*              | 1                 |
| Campionatul European |                        |                   |                   |                   |                   |                   |                   |                   |                   |                   |                   |                   |
| 2012                 | Antalya, Turcia        | 63 kg             | 77                | 82                | 85                | 6                 | 97                | 102               | 105               | 9                 | 187               | 7                 |
| 2013                 | Tirana, Albania        | 58 kg             | 89                | 93                | 96                | 3                 | 108               | 113               | 117               | 2                 | 210               | 2                 |
| 2014                 | Tel Aviv, Israel       | 58 kg             | 90                | 93                | 96                | 2                 | 111               | 115               | 119               | 2                 | 211               | 2                 |
| 2017                 | Split, Croația         | 63 kg             | 100               | 104               | 104               | 1                 | 121               | 126               | 130               | 1                 | 226               | 1                 |
| 2018                 | București, România     | 63 kg             | 100               | 105               | 110               | 1                 | 121               | 126               | 131               | 1                 | 236               | 1                 |
| 2019                 | Batumi, Georgia        | 64 kg             | 106               | 111               | 114               | 1                 | 125               | 128               | 132               | 1                 | 239               | 1                 |
| 2021                 | Moscova, Rusia         | 64 kg             | 101               | 107               | 114               | 1                 | 123               | 130               | 137               | 1                 | 244               | 1                 |
| 2023                 | Erevan, Armenia        | 71 kg             | 105               | 110               | 115               | 1                 | 125               | 130               | 130               | 1                 | 240               | 1                 |
| 2024                 | Sofia, Bulgaria        | 71 kg             | 106               | 109               | 114               | 1                 | 127               | 131               | 131               | 4                 | 241               | 1                 |